# Norman Park
Norman Park – miasto w Stanach Zjednoczonych, w stanie Georgia, w hrabstwie Colquitt.